# Michail Bakoenin
Michail Alexandrovitsj Bakoenin (Russisch: Михаи́л Алекса́ндрович Баку́нин) (Prjamoechino, 30 mei 1814 - Bern, 1 juli 1876) was een Russische anarchistische denker en organisator. In eerste instantie was Bakoenin een democratische panslavist, maar rond zijn vijftigste werd hij anarchist. Zijn visie op een anarchistische samenleving wordt het collectief-anarchisme genoemd. Het collectief-anarchisme is een samenleving met vrijwillig gevormde arbeidsassociaties en gemeenschappen die zich kunnen federaliseren. Alle functionarissen worden democratisch gekozen en zijn op iedere moment afzetbaar. Iedere individu, associatie en gemeenschap heeft zelfbeschikkingsrecht en kan op ieder moment een samenwerkingsverband verlaten. Bakoenin heeft tijdens zijn anarchistische periode een tactiektheorie uitgewerkt. Aanhangers van zowel zijn tactiektheorie als van het collectief-anarchisme staan bekend als bakoenisten.
Hij was de tegenstander van de communist Karl Marx binnen de Eerste Internationale.

## Biografie

### Jonge jaren
|                                 |  |  |
| De ouders van Michail Bakoenin. |  |  |

Michail Bakoenin is volgens de huidige jaartelling geboren op 30 mei 1814. Zijn vader was Alexander Michajlovitsj Bakoenin die woonde op een landgoed in Prjamoechino. Alexander trouwde op zijn veertigste met de achttienjarige Varvara Alexandrovna Moeravjova. Het adellijke gezin telde vijf dochters en zes zonen. Michail was het derde kind en de oudste zoon. Alexander Bakoenin was de eigenaar van ongeveer 500 lijfeigenen.
In 1828 ging Michail Bakoenin studeren aan de artillerieacademie in Sint-Petersburg en werd in 1833 gepromoveerd tot vaandrig. In 1833 werd hij uitgezonden naar het gouvernement Minsk en daarna naar het gouvernement Grodno. Bakoenin kreeg een afkeer van het leger door het waarnemen van de slachtoffers van de mislukte Poolse Novemberopstand. Wegens zijn opstandige karakter werd Bakoenin in 1834 overgeplaatst naar het gouvernement Litouwen-Vilnius. In februari 1835 moest hij op missie naar het gouvernement Tver, maar in plaats daarvan ging hij naar huis en meldde zich ziek. Hiervoor werd hij ontslagen.
Bakoenin ging in 1835 filosofie studeren aan de universiteit van Moskou, waar hij deelnam aan de filosofische kring rond Nikolaj Stankevitsj met onder anderen Vissarion Belinski, Michail Katkov en Konstantin Aksakov. Bakoenin verdiende geld met het geven van les in natuurkunde en wiskunde. In 1836 maakte Bakoenin een Russische vertaling van Vorlesungen über die Bestimmung des Gelehrten van Johann Gottlieb Fichte. In 1838 vertaalde hij de Gymnasialreden van Georg Wilhelm Friedrich Hegel naar het Russisch. In 1839 verhuisde Bakoenin naar Sint-Petersburg, waar hij Alexander Herzen en Nikolaj Ogarjov ontmoette.

### Verblijf in het buitenland

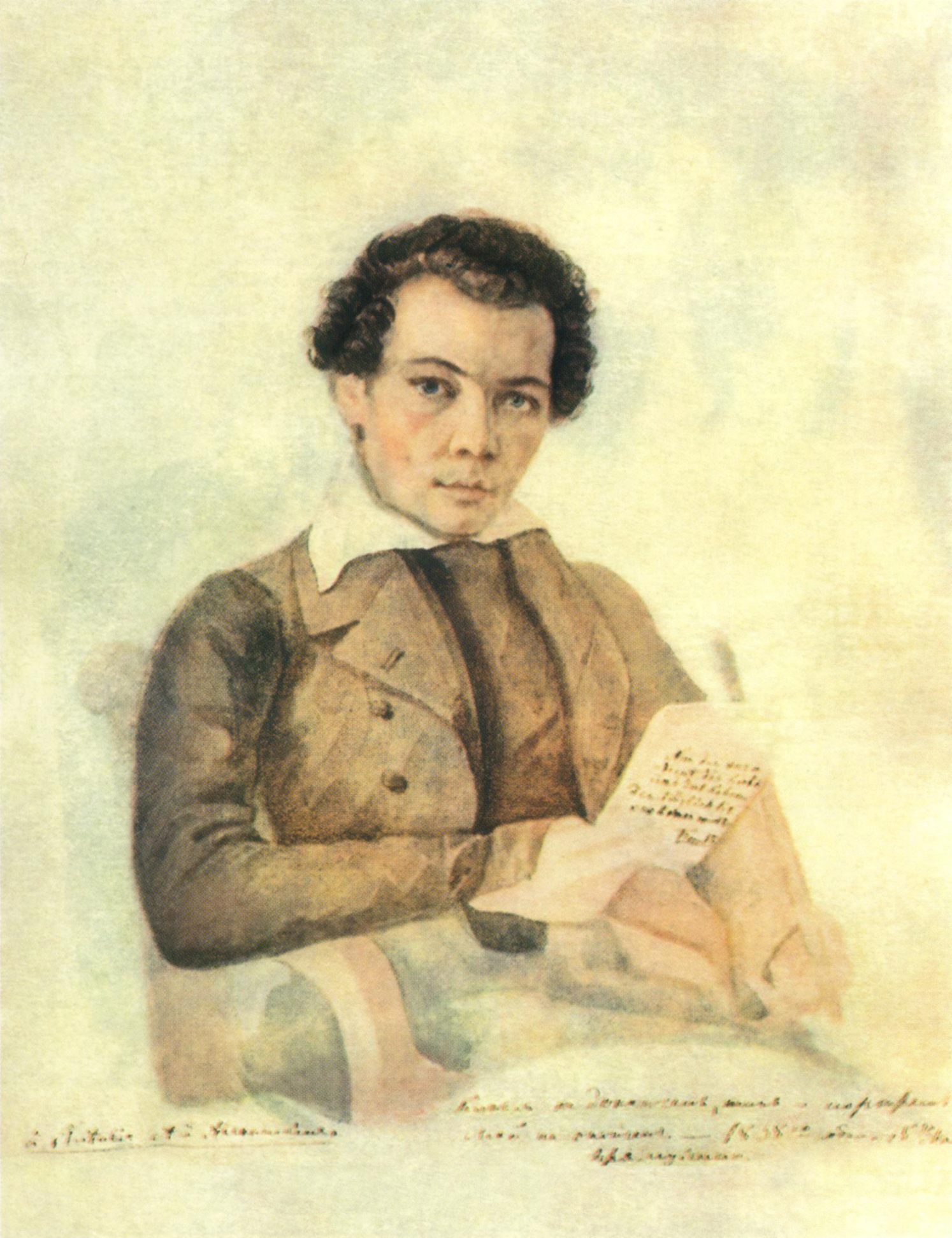
Zelfportret van Michail Bakoenin gedateerd mei 1838.

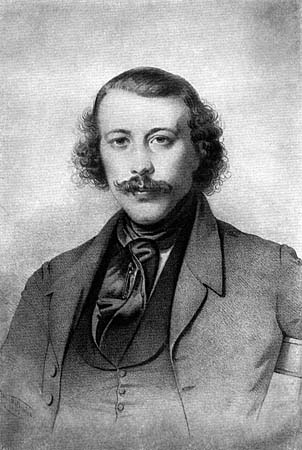
Portret van Michail Bakoenin uit 1843.

In 1840 leende Bakoenin geld van Herzen om filosofie te gaan studeren in Berlijn. Bakoenin woonde daar op kamers met Ivan Toergenjev. Bakoenin nam contact op met de Jong-Hegelianen na het lezen van het boek Het wezen van het christendom van Ludwig Feuerbach. In januari 1842 meldde Bakoenin in een brief aan zijn zussen dat hij een atheïst was geworden. In 1842 schreef hij het artikel Die Reaction in Deutschland onder het pseudoniem Jules Elysard. In dit artikel betoogde Bakoenin dat er in de Duitse Bond een strijd bestond tussen een democratisch kamp en een reactionair kamp, waarbij de arme klassen werden vertegenwoordigd door het democratische kamp en de aristocratie door het reactionaire kamp. In navolging van Hegel was Bakoenin van mening dat veranderingen het gevolg zijn van conflictmatige contradicties, waarbij de contradictie tussen de twee kampen een vreedzame democratische verandering teweeg zou brengen. Bakoenin eindigde het artikel met: “Laat ons vertrouwen op de eeuwige geest die slechts vernietigt en verdelgt omdat hij de ondoorgrondelijke immer scheppende bron des levens is. De drift der vernietiging is een scheppende drift.”
In 1842 eiste de Russische regering dat Bakoenin moest terugkeren naar Rusland. In 1843 vertrok Bakoenin naar Zwitserland, omdat de Pruisische regering hem wilde uitleveren aan Rusland. Bakoenin ontmoette in Zwitserland de christelijke communist Wilhelm Weitling. Bakoenin schreef een artikel waarin hij het communisme bekritiseerde. Bakoenin was van mening dat het communisme van Weitling “geen werkelijk levende gemeenschap van vrije mensen” was.
In 1844 vertrok Bakoenin naar Brussel omdat de Russische regering zijn uitlevering eiste van Zwitserland. In juni 1844 werd Bakoenin bij verstek veroordeeld tot dwangarbeid in Siberië. Ook werden zijn eigendommen in Rusland geconfisqueerd en vervielen zijn adellijke rechten. Bakoenin vertrok in juli 1844 naar Parijs. Hij zag Herzen daar weer en ontmoette ook Pierre-Joseph Proudhon, George Sand en Karl Marx. Bakoenin had samen met Proudhon lange gesprekken over filosofie, maar Bakoenin werd in deze periode niet overtuigd van de anarchistische denkbeelden van Proudhon. Het zou nog ongeveer twintig jaar duren voordat Bakoenin een anarchist werd. Bakoenin verdiende geld met het vertalen van wiskundige en economische boeken uit het Duits naar het Frans.
Vanaf 1846 was Bakoenin een aanhanger van het panslavisme en pleitte hij voor Poolse onafhankelijkheid. Het panslavisme was een politieke stroming die alle Slavische volkeren wilde verenigen in een land of federatie. Op 29 november 1847 hield Bakoenin in Parijs een toespraak ter herdenking van de Poolse Novemberopstand van 1830 voor een zaal met 1500 Poolse vluchtelingen. In deze toespraak pleitte hij voor een bondgenootschap van het Poolse en het Russische volk tegen de tsaar. Onder druk van de Russische ambassadeur werd Bakoenin uit Frankrijk verbannen wegens deze toespraak. Bakoenin vertrok naar Brussel.

### Deelname aan opstanden in Parijs, Praag en Dresden

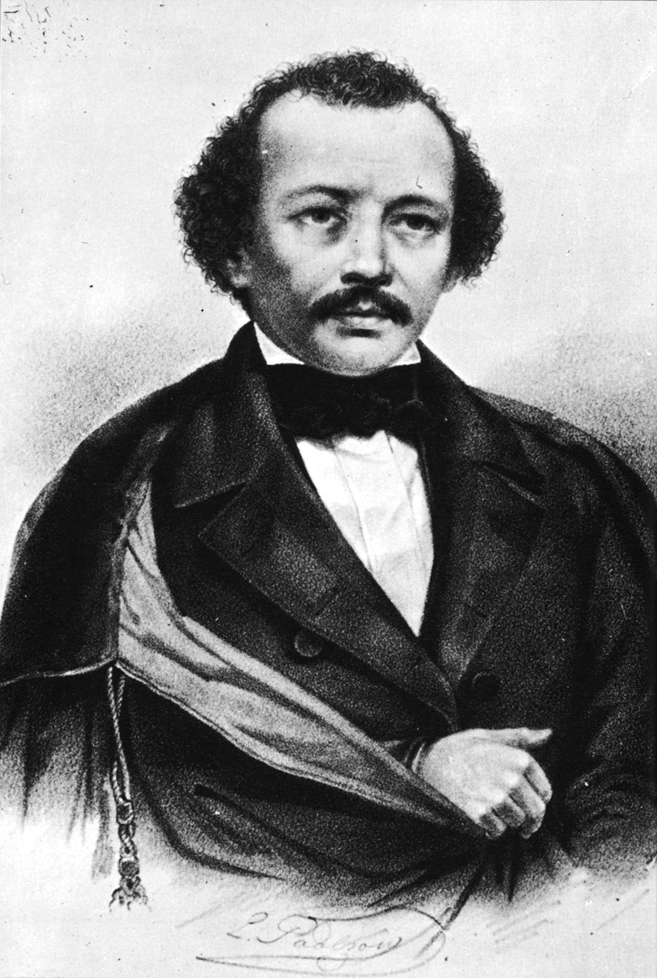
Portret van Bakoenin uit 1849.

Na de uitbraak van de Februarirevolutie van 1848 reisde Bakoenin naar Parijs om de Franse opstandelingen te steunen. De revolutie verving de monarchie door een republiek. De nieuwe politieprefect Marc Caussidière zei over Bakoenin: “Wat een kerel! Goud waard op de eerste dag; op de tweede moet men hem neerschieten.” Hiermee bedoelde Caussidière dat Bakoenin fanatiek meestreed met de Franse revolutionairen, maar dat zijn doeleinden te radicaal waren voor de nieuwe Franse regering. Bakoenin kreeg een lening van 2000 frank van de Franse regering om in het Groothertogdom Posen een Poolse opstand te organiseren tegen Pruisen en Rusland. In 1848 verspreidde de Russische ambassadeur in Frankrijk de leugen dat Bakoenin een Russische spion zou zijn.
Bakoenin nam in juni 1848 deel aan het panslavische congres in Praag. Tijdens het congres brak een opstand in Praag uit, nadat een Tsjechische betoging tegen de benoeming van de nieuwe landvoogd werd aangevallen door het Oostenrijkse leger. Bakoenin vocht mee met de opstandelingen. De opstand werd neergeslagen, waarna Bakoenin naar Duitsland vluchtte. Bakoenin schreef toen de Oproep aan de Slaven, waarin hij betoogde dat de Slavische volkeren in Oostenrijk-Hongarije en de Duitse Bond zich onafhankelijk moesten verklaren. Bakoenin pleitte voor een bondgenootschap van alle Europeanen tegen ondemocratische overheden. Hij wilde dat alle Slavische volkeren zich zouden verenigen in een democratisch land dat lid zou worden van “de Universele Federatie van Europese Republieken”.
In de krant Neue Rheinische Zeitung – waarvan Karl Marx de hoofdredacteur was – werd op 6 juli 1848 een artikel geplaatst waarin Bakoenin werd beschuldigd van spionage voor Rusland. Het artikel beweerde dat George Sand hiervoor bewijs had. Sand stuurde een open brief naar de krant, waarin zij schreef dat dit onjuist was en dat zij geen enkele twijfel had over de integriteit en betrouwbaarheid van Bakoenin. Marx publiceerde een rectificatie met daarbij de brief van Sand in de editie van 20 juli.

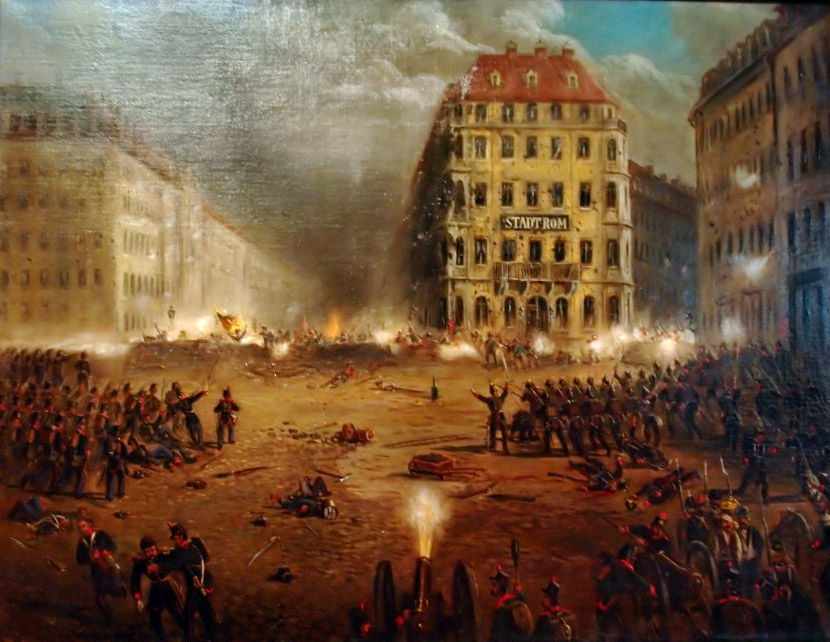
Schilderij over de Meiopstand in Dresden van 1849

Bakoenin vertrok in maart 1849 naar Dresden. De Duitse vorsten draaiden democratische verworvenheden terug nadat de Pruisische koning had geweigerd de grondwet van het Frankfurter Parlement te ondertekenen. Op 1 mei 1849 liet de Saksische koning Friedrich August II het Saksische parlement ontbinden, wat leidde tot demonstraties. Op 3 mei brak in Dresden de Dresdner Meiopstand uit, nadat Saksische troepen hadden geschoten op de demonstranten. Bakoenin nam deel aan de opstand en ontwierp samen met Gottfried Semper de linie van barricades. Op 6 mei trokken Pruisische troepen de stad binnen, maar zij moesten zich terugtrekken door hevige weerstand van de revolutionairen. De leider van de opstandelingen was Otto Leonard Heubner. Bakoenin werd een adviseur van Heubner. De Saksische en Pruisische troepen konden niet door de barricades van de revolutionairen komen. De Saksische en Pruisische troepen vermeden daarna straatgevechten door het slopen van muren tussen huizen, zodat ze via de huizen konden oprukken. Op 9 mei was de Pruisische overmacht te groot en op advies van Bakoenin besloot Heubner om Dresden te verlaten om op een betere verdedigbare locatie te hergroeperen. Op uitnodiging van de burgerwacht van Chemnitz gingen de opstandelingen naar Chemnitz om daar een Saksisch parlement bijeen te roepen. Toen Heubner en Bakoenin ’s avonds op 10 mei in Chemnitz aankwamen – ze waren voor de revolutionaire milities uit gereisd – werden ze door de burgemeester naar een hotel gebracht. Het bleek een valstrik te zijn, want nadat ze in slaap waren gevallen, werden ze door soldaten gearresteerd. Naar schatting stierven er ongeveer 200 revolutionairen en 31 militairen tijdens de Meiopstand.

### Gevangenschap, ballingschap en ontsnapping

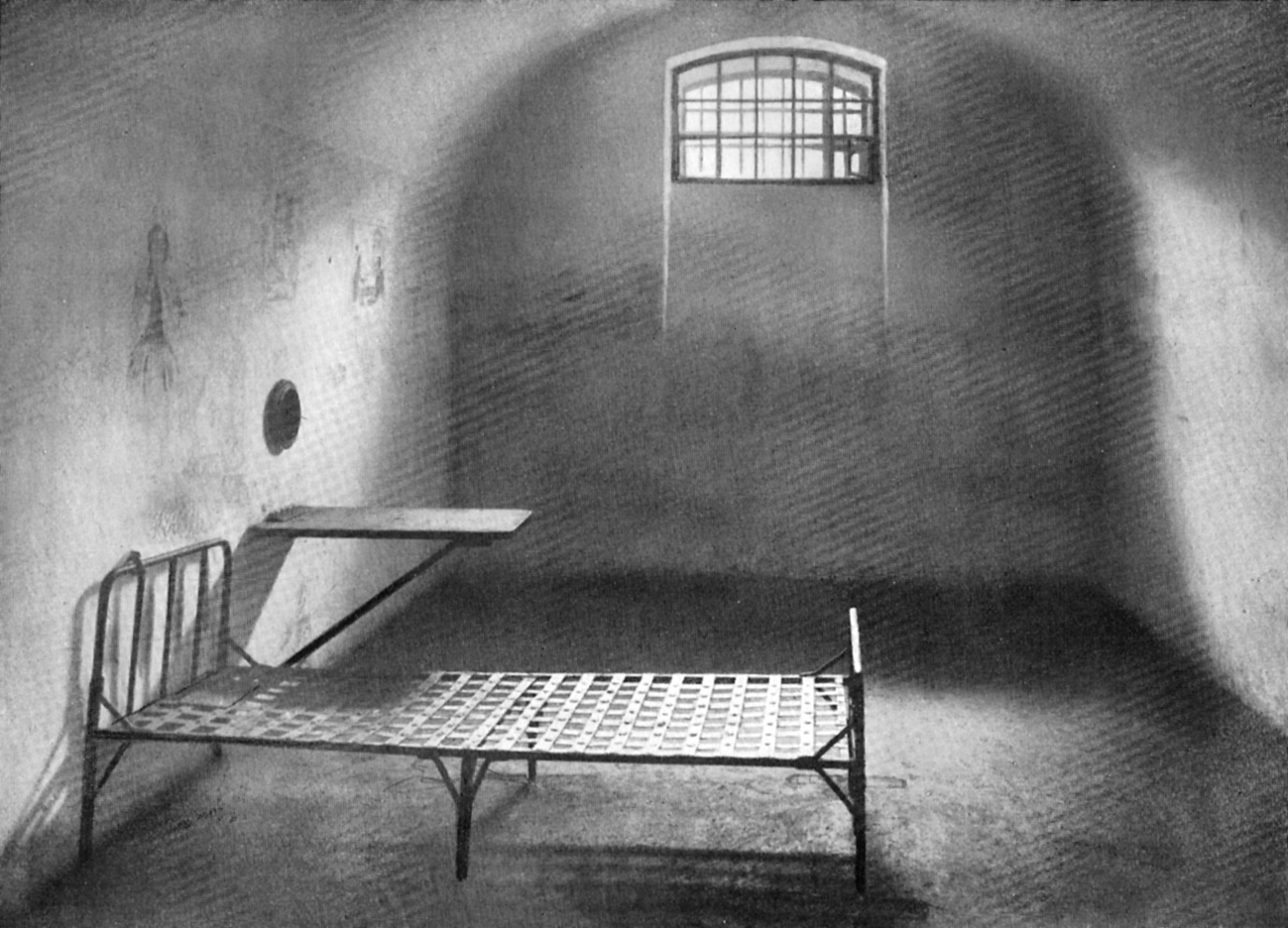
De cel van Bakoenin in de Petrus- en Paulusvesting.

Bakoenin werd in de Vesting Königstein gevangen gehouden. In januari 1850 kreeg hij de doodstraf opgelegd, maar in juni werd zijn straf omgezet naar levenslang. In juni 1850 werd hij aan Oostenrijk-Hongarije uitgeleverd, dat hem ervan verdacht dat hij een Tsjechische opstand aan het organiseren was. Bakoenin werd ter dood veroordeeld door de Oostenrijkse rechtbank, maar de straf werd omgezet naar levenslang. In mei 1851 werd hij aan Rusland uitgeleverd. In Rusland werd hij veroordeeld tot levenslange isoleercel in de Petrus- en Paulusvesting en slechts een paar familieleden mochten hem sporadisch bezoeken. Eind juli 1851 kreeg Bakoenin het bevel om een verslag te schrijven over zijn revolutionaire activiteiten in de vorm van een biecht aan de tsaar. Bakoenin vroeg in dit verslag om een omzetting van zijn gevangenisstraf naar dwangarbeid in Siberië. Uit een brief van Bakoenin die uit de gevangenis was gesmokkeld door zijn zus, bleek dat hij naar Siberië wilde om zijn revolutionaire activiteiten te hervatten. Zijn verzoek om verbannen te worden naar Siberië werd door de tsaar geweigerd. De tsaar vond namelijk dat Bakoenin geen oprecht berouw toonde, want Bakoenin weigerde om belastende informatie over andere revolutionairen te geven. Wegens het risico op een Britse aanval op Sint-Petersburg tijdens de Krimoorlog werd Bakoenin in 1854 overgebracht naar het fort van Sjlisselburg. In februari 1855 stierf Nicolaas I en werd opgevolgd door Alexander II. De nieuwe tsaar schrapte Bakoenin van de lijst voor de traditionele amnestie bij de troonsbestijging. Dankzij smeekbedes van zijn moeder werd Bakoenin in 1857 toch naar Siberië verbannen.
Bakoenin had goede banden met gouverneur Nikolaj Moeravjov-Amoerski van Oost-Siberië, die een neef was van zijn moeder. In 1858 trouwde Bakoenin met Antonia Kwiatkowska. Bakoenin verhuisde in maart 1859 naar Irkoetsk, waar hij ging werken bij een handelsbedrijf. In 1861 mocht Bakoenin een handelsexpeditie maken naar de kust via de rivier de Amoer en kreeg 3500 roebels mee van het bedrijf. Hij gebruikte deze expeditie om te vluchten. Op 17 juni vertrok Bakoenin naar de havenstad Nikolajevsk. Dankzij zijn papieren van het handelsbedrijf reisde hij met een Russisch militaire schip naar De-Kastri. Op 20 juli ging hij met een Amerikaans schip naar Japan. Hij kwam op 16 augustus aan in Hakodate en ging vandaar uit naar Yokohama. Op 17 september vertrok hij met een Amerikaanse klipper naar San Francisco, waar hij op 15 oktober aankwam. In de Verenigde Staten leende Bakoenin geld van Russische emigranten. Op 21 oktober ging hij met de stoomboot via het Panamakanaal naar New York. Hij arriveerde op 15 november in New York. De Russische ambassadeur in de Verenigde Staten eiste de uitlevering van Bakoenin, maar dat werd geweigerd door de Amerikaanse regering. Bakoenin vertrok op 14 december uit New York en kwam op 27 december 1861 aan in Groot-Brittannië. Later arriveerde de vrouw van Bakoenin in Londen.

### Terug in West-Europa

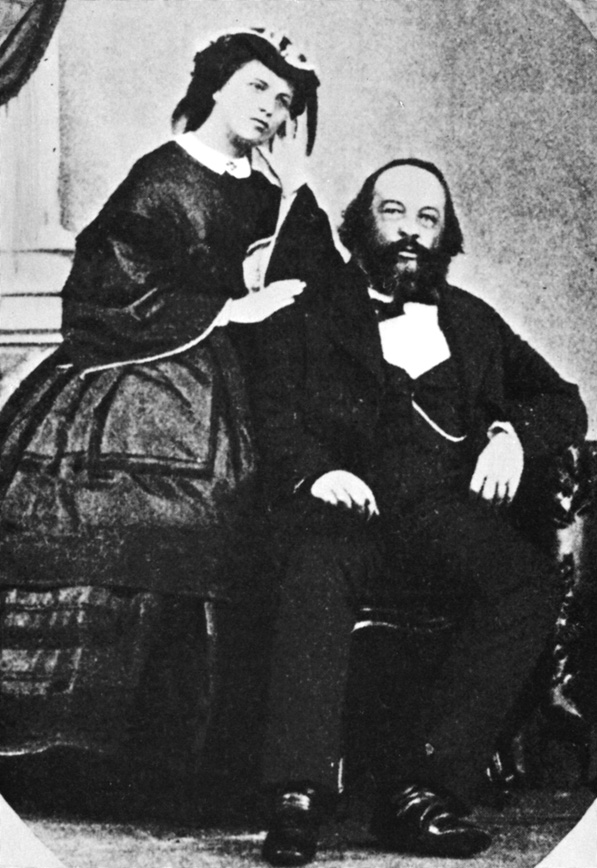
Bakoenin en zijn vrouw in juni 1861.

Bakoenin ging schrijven voor de tijdschriften De Poolster en De Klok van Herzen en Ogarjov. Bakoenin pleitte in 1862 voor een democratische Slavische federatie, waarbij de overheid van onderaf bestuurd zou worden door de gemeentes.
Tijdens de gevangenschap van Bakoenin verscheen in 1853 in de Britse krant The Morning Advertiser een artikel met de bewering dat Bakoenin een Russische spion was. Dit artikel was ondertekend met “Dr. Marx”. Bij de terugkeer van Bakoenin zei Herzen dat Karl Marx dit artikel had geschreven, terwijl Karl Marx beweerde dat een andere Marx dit artikel had geschreven. Op 5 maart 1862 werd een anoniem stukje gepubliceerd in de Britse krant Free Press dat beweerde dat Bakoenin een Russische spion was. Bakoenin verdacht Karl Marx als schrijver, want Karl Marx was een vaste medewerker bij de krant.
In februari 1863 ging Bakoenin naar Zweden om van daaruit een opstandelingengroep te organiseren in het Grootvorstendom Finland om de Poolse Januariopstand te ondersteunen, maar hij kon niks ter uitvoer brengen. Door de mislukking van de Poolse opstand verloor Bakoenin zijn vertrouwen in het panslavisme. Bakoenin verweet de nederlaag aan de weigering van de aristocratische Poolse leiders om het grootgrondbezit te hervormen.

### Overgang naar het anarchisme

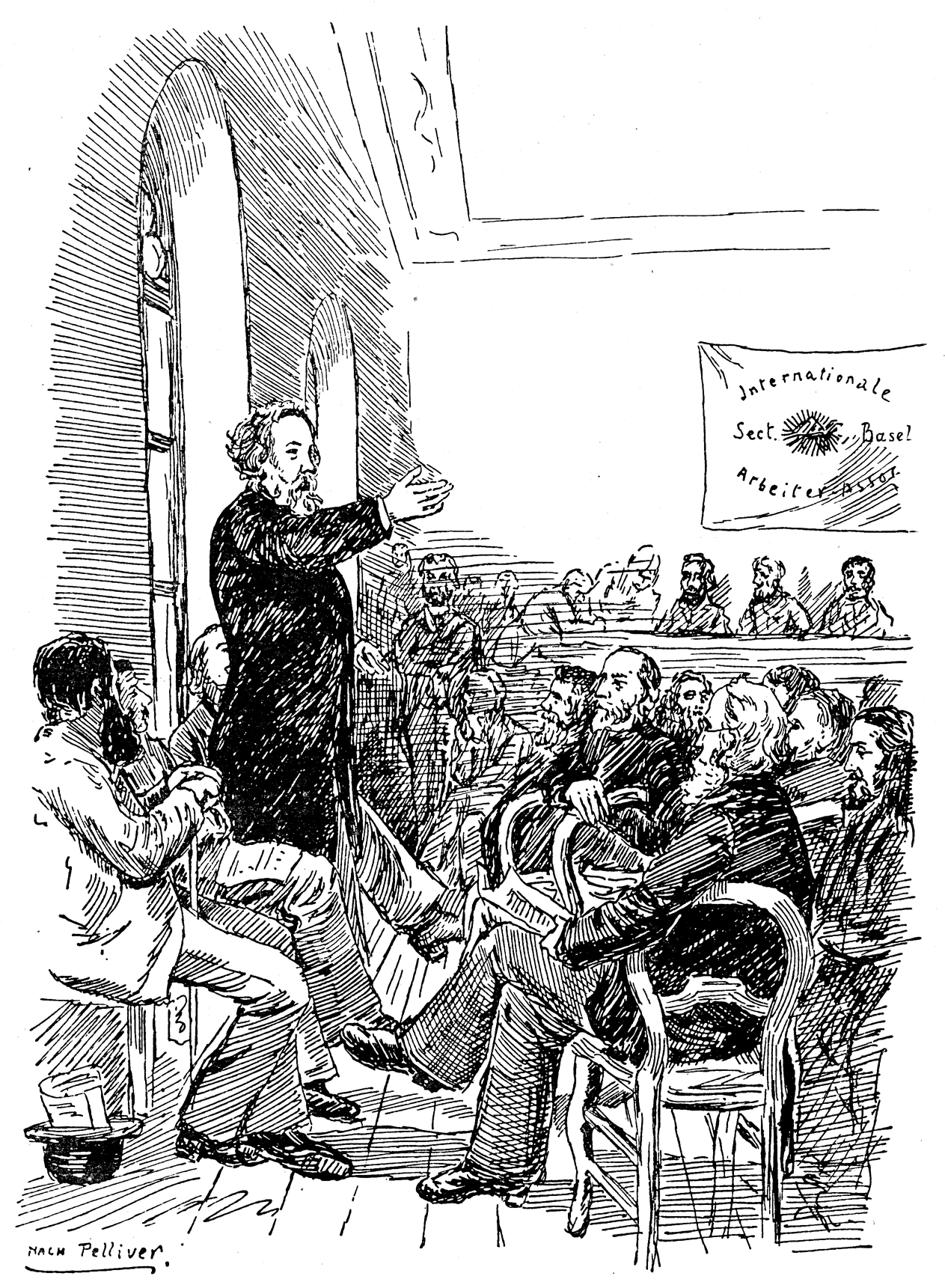
Tekening van een toespraak van Bakoenin tijdens het Bazel-congres van de Eerste Internationale in 1869.

In 1864 verhuisde Bakoenin naar Italië. Bakoenin maakte ook reizen naar het buitenland, waarbij hij onder andere Proudhon bezocht. In 1865 richtte Bakoenin een genootschap op met ongeveer dertig leden – waaronder Élisée Reclus en César De Paepe – waarvoor hij een anarchistisch beginselprogramma schreef. In 1867 verhuisde Bakoenin naar Zwitserland. In datzelfde jaar was Bakoenin aanwezig bij het oprichtingscongres van de Internationale Bond voor Vrede en Vrijheid. Tijdens dit congres hield  hij zijn eerste anarchistische toespraak. Volgens Bakoenin kon er slechts vrede ontstaan als iedere Staat werd opgeheven en vervangen zou worden door een federatie van autonome gemeenschappen. Bakoenin werd in het bestuur van de bond gekozen. Bij het tweede congres van de Bond voor Vrede en Vrijheid in 1868 betoogde Bakoenin dat de bond een anarchistisch programma moest aannemen. Bakoenin richtte de Internationale Alliantie van Socialistische Democratie op, nadat het congres niet met het anarchistische programma instemde.
Bakoenin stuurde de Italiaanse anarchist Giuseppe Fanelli naar Spanje om daar afdelingen van de Internationale Alliantie op te richten. In 1869 wilde Bakoenin dat de Internationale Alliantie onderdeel zou worden van de Eerste Internationale. De algemene raad van de Eerste Internationale onder leiding van Karl Marx gaf geen toestemming voor de toetreding van de Internationale Alliantie, omdat alleen nationale organisaties lid mochten worden. De Internationale Alliantie van Bakoenin werd in juli 1869 opgeheven, waarbij de Spaanse en Italiaanse afdelingen van de alliantie onderdeel werden van de Eerste Internationale. Hierdoor kreeg de Eerste Internationale voor het eerst afdelingen in Spanje en Italië. Samen met James Guillaume richtte Bakoenin de Fédération Romande op dat de Franstalige Zwitserse afdelingen van de Eerste Internationale verenigden.
In de zomer van 1869 beschuldigde Sigismund Borkheim – die bevriend was met Karl Marx – in een Berlijnse krant Bakoenin ervan een Russische spion te zijn. Ook de marxist Wilhelm Liebknecht maakte in een artikel deze beschuldiging. Op verzoek van Bakoenin organiseerde de Eerste Internationale een onafhankelijke jury om de beschuldigingen te onderzoeken. De jury concludeerde dat de beschuldigingen ongefundeerd waren en dat Liebknecht schuldig was aan laster. Liebknecht erkende dat hij fout zat en beloofde een rectificatie te schrijven, die echter  nooit verscheen. Enkele weken later maakte de marxist Mozes Hess dezelfde beschuldigingen. In een brief van Bakoenin aan Herzen uit oktober 1869, schreef Bakoenin dat hij vermoedde dat Marx achter deze lasterartikelen zat.

### Samenwerking en conflict met Sergej Netchajev
In 1869 ontmoette Bakoenin de Russische revolutionair Sergej Netchajev. Netchajev loog dat hij uit de Petrus- en Paulusvesting was ontsnapt en dat hij een leider was van een grote revolutionaire organisatie. Bakoenin en Netchajev werkten samen om revolutionaire literatuur naar Rusland te smokkelen. In augustus 1869 keerde Netchajev terug naar Rusland, maar moest daar wegvluchten nadat hij een mederevolutionair had vermoord.
Hoewel Bakoenin een tegenstander was van de politieke denkbeelden van Marx, respecteerde hij zijn economische werken. Bakoenin beloofde aan een Russische uitgever om Het Kapitaal van Marx naar het Russisch te vertalen. De uitgever zou voor de vertaling 1200 roebels betalen, inclusief een voorschot van 300 roebels. In januari 1870 was Netchajev terug in Zwitserland en overtuigde Bakoenin te stoppen met vertalen, nadat Netchajev beloofde om het voorschot terug te betalen. Zonder medeweten van Bakoenin schreef Netchajev een dreigbrief aan de uitgever dat de afspraak met Bakoenin was vervallen en dat het voorschot nooit terug zou worden betaald. Netchajev dreigde in de brief met geweld tegen de uitgever. De uitgever stuurde Netchajevs dreigbrief naar Marx met een begeleidende brief waarin stond dat de uitgever twijfelde of dat Bakoenin wist van Netchajevs brief. De uitgever stuurde ook een woedende brief naar Bakoenin, waardoor Bakoenin achter de dreigementen van Netchajev kwam. Bakoenin beloofde aan de uitgever om het voorschot terug te betalen.
Netchajev stal vertrouwelijke documenten van Bakoenin en Ogarjov als chantagemateriaal. Ook wist Netchajev een som geld van Ogarjov onder foute voorwendselen los te krijgen. Met het geld en de documenten trok Netchajev naar Londen. Op zijn terugreis naar Zwitserland werd Netchajev door de Zwitserse grenspolitie gearresteerd, waarbij de Catechismus van de Revolutionair werd gevonden. Bakoenin wordt beschuldigd van coauteurschap, maar Bakoenin heeft zelf kritiek geleverd op de catechismus. In een brief van Bakoenin aan Netchajev gedateerd op 2 juni 1870 schreef Bakoenin: “… ik zei dat je een boef was en je catechismus een boevencatechismus”. Bakoenin geloofde in een spontane revolutie door de bevolking, terwijl Netchajev in zijn catechismus pleitte voor infiltratie door revolutionairen in de overheid om geheimen te ontdekken van hoge beambten voor het gebruik tijdens een staatsgreep. Volgens Bakoenin zijn de ideeën uit de catechismus van Netchajev gevaarlijk, omdat het een revolutionaire minderheid in een positie brengt, waardoor ze de mogelijkheid krijgen om de bevolking te onderdrukken.

### Frans-Pruisische Oorlog

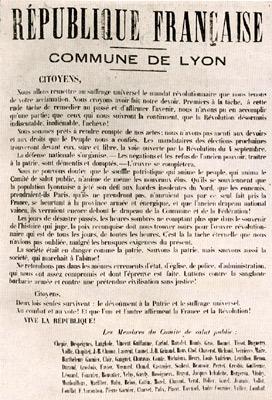
Manifest van Bakoenin ter verklaring van de Lyonse Commune.

In 1870 brak de Frans-Pruisische Oorlog uit. Bakoenin betoogde in het pamflet Brieven aan een Fransman over de huidige crisis uit september 1870 dat de Franse arbeiders en boeren in opstand moesten komen tegen de Pruisische en Franse regeringen. Bakoenin kwam op 15 september 1870 aan in Lyon en begon samen met anarchisten en socialisten een comité. Bakoenin schreef een manifest dat op 27 september in de gehele stad werd verspreid. Bakoenin pleitte hierin voor de afschaffing van de Staat en de onteigening van de productiemiddelen door diegenen die ermee werkten. Nadat de overheid probeerde om de lonen van de arbeiders te verlagen, brak er op 28 september 1870 een demonstratie uit. Het comité van Bakoenin nam het stadhuis van Lyon in. Gustave Paul Cluseret was door het comité belast met de leiding over de Nationale Garde, maar verraadde het comité door de officiële gemeenteraad weer te installeren. Bakoenin werd gearresteerd, maar werd door anarchisten bevrijd. Hij vluchtte naar Italië.
Bakoenin was een bewonderaar van de Parijse Commune van 1871. Aanhangers van Bakoenin, zoals Élisée Reclus en Eugene Varlin, speelden een belangrijke rol in de Parijse Commune. De Parijse Commune en de Eerste Internationale werden bekritiseerd door de Italiaanse nationalist Giuseppe Mazzini. Bakoenin schreef een pamflet en een brochure tegen Mazzini in augustus 1871. De populariteit van het anarchisme in Italië groeide mede door Bakoenins polemiek tegen Mazzini. In deze periode begon Bakoenin een boek te schrijven. Dit boek is nooit voltooid en werd postuum gepubliceerd in afzonderlijke delen, waaronder God en de Staat.

### Conflict met Karl Marx in de Eerste Internationale

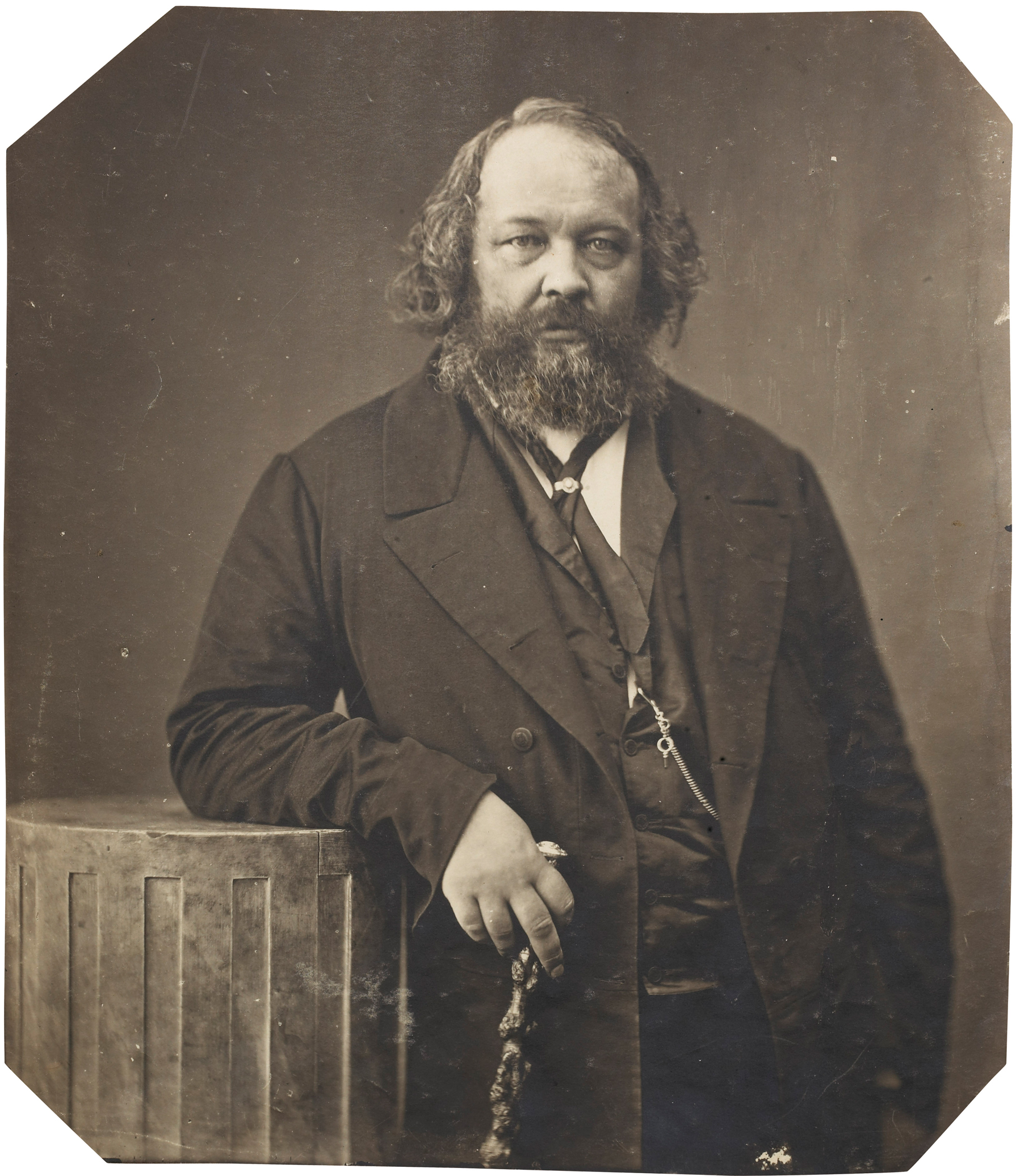
Foto van Bakoenin circa 1860.

Binnen de Eerste Internationale bestond er een meningsverschil tussen Bakoenin en Marx over de kwestie van politieke actie. Met politieke actie werd bedoeld de strijd om de verovering van de staatsmacht en deelname aan verkiezingen met politieke partijen. Bakoenin was tegen politieke actie en alleen voorstander van economische actie via bijvoorbeeld vakbonden. Volgens Bakoenin zou politieke actie leiden tot centralisering van de macht bij de partijleiding. Bakoenin vond dat iedere afdeling van de Eerste Internationale het recht moest hebben om haar eigen standpunt te bepalen over politieke actie. Volgens Bakoenin moest de Eerste Internationale een federatie van zelfstandige arbeidsgroepen zijn, terwijl Marx een voorstander was van centralisatie. In de Zwitserse afdeling van de Eerste Internationale ontstond een splitsing tussen de marxisten en de anarchisten. Op 31 oktober 1871 werd de Jurafederatie opgericht door de Zwitserse anarchisten.
In 1871 riep de algemene raad van de Internationale een conferentie bijeen in Londen, waarbij geen aanhangers van Bakoenin waren uitgenodigd. Hierdoor werden alle resoluties van Marx aangenomen. In een resolutie werd politieke actie verplicht gesteld. Dit was tegen de wil van de anarchistische afdelingen in Frankrijk, Spanje, Italië en Zwitserland. De anarchisten vonden dat de macht van de algemene raad verminderd diende te worden. De anarchisten organiseerden een conferentie in Sonvillier, waar opgeroepen werd om de Internationale te organiseren als een “vrije federatie van autonome groepen”.
In september 1872 was het congres van de Eerste Internationale in Den Haag. Bakoenin kon daar niet aanwezig zijn, omdat hij strafrechtelijk gezocht werd in Frankrijk en Duitsland. De oppositie tegen Marx bestond uit de anarchisten, Britse vakbondsvertegenwoordigers en de afdelingen van Nederland en België. De meerderheid van de aanwezigen op het congres stond achter Marx. Bij dit congres werd bevestigd dat politieke actie verplicht was voor de afdelingen van de Eerste Internationale. Tot groot ongenoegen van alle niet-marxisten besloot de algemene raad om het bestuur te verplaatsen van Londen naar New York. Marx wilde de verplaatsing omdat hij bang was dat de Eerste Internationale in handen zou komen van de blanquisten, hoewel zij Marx tijdens het congres hadden gesteund. De blanquisten liepen daarop boos uit het congres weg. De verplaatsing van het bestuur was de doodssteek voor de Eerste Internationale, omdat haar zwaartepunt in Europa lag.
Daarna maakte Marx de brief van Netchajev aan de uitgever bekend, hoewel de uitgever aangegeven had dat Bakoenin vermoedelijk niets van deze brief afwist. Daarna maakte Marx de beschuldiging dat Bakoenin niet de Internationale Alliantie had opgeheven. Er werd een commissie ingesteld om te onderzoeken of dat de alliantie nog bestond. De commissie concludeerde dat er geen bewijs was voor het bestaan van de alliantie, maar toch werden Bakoenin en Guillaume geroyeerd. Na het congres van Den Haag kwam een groot deel van de tegenstanders van Marx – inclusief Bakoenin – bijeen op het congres van Saint-Imier, waar de besluiten van het Haagse congres ongeldig werden verklaard.
In het Amerikaanse Duitstalige blad Die Arbeiter-Union, dat werd uitgegeven door marxisten, werd Bakoenin beschuldigd dat hij een Russische spion zou zijn. In het artikel stond alleen dat de bron een bekende Duitse revolutionair uit Londen was. Bakoenin vermoedde daarom dat Marx achter deze lastercampagne zat.

### Laatste jaren

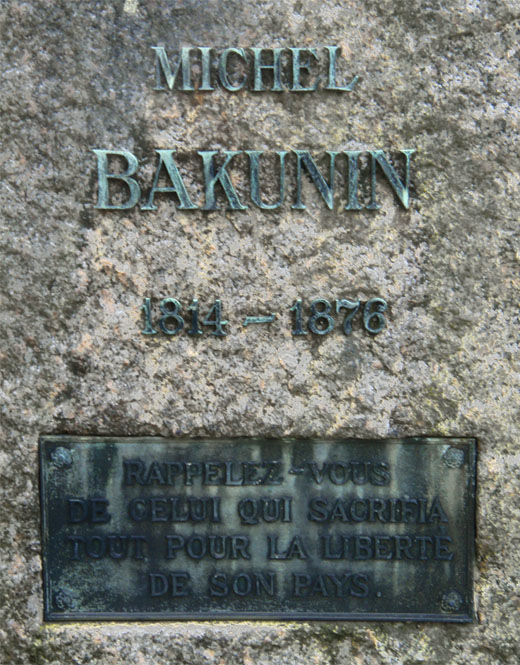
Graf van Bakoenin in Bern.

Bakoenin schreef in 1873 de brochure Staat en Anarchie, waarin hij onder andere het marxisme en het panslavisme bekritiseerde.
Bakoenin nam in juli 1874 deel aan een anarchistische opstand in de Italiaanse stad Bologna. Het plan van Carlo Cafiero was om de poorten van de stad te bestormen door een groep opstandelingen buiten de stad, waarna andere groepen verschillende barricades zouden oprichten in de stad. De rebellen buiten de stad vluchtten weg toen de politie te paard aan kwam. Bakoenin en anderen zaten in de stad te wachten, want zij zouden het arsenaal bestormen als de poorten waren gebarricadeerd. Nadat duidelijk werd dat de opstand was afgeblazen, liep Bakoenin vermomd als priester naar Verona. Via Verona ging hij naar Zwitserland.
Bakoenin stierf op 1 juli 1876 in Bern en ligt begraven op het Bremgartenfriedhof.

## Denkbeelden

### Vrijheid
Vrijheid is – volgens Bakoenin – dat niemand gedwongen wordt om iemand anders te gehoorzamen, zodat iedereen de mogelijkheid heeft om te handelen volgens zijn of haar eigen wil. Alle wetten afgedwongen door geweld of bedreiging worden door Bakoenin verworpen. Bakoenin erkent de menselijke afhankelijkheid aan de natuur en de natuurwetten, maar beschouwt dit niet als onderdrukking of slavernij, omdat de mens slechts leeft dankzij de natuurwetten. Natuurwetten beschrijven hoe natuurlijke fenomenen feitelijk gedragen en werken op de mens zonder tussenkomst van geweld of bevel door een andere persoon. Bakoenin schreef: Werkelijk, tegen deze natuurwetten is de opstand (…) onmogelijk. We kunnen ze miskennen of nog niet kennen, maar we kunnen tegenover hen niet ongehoorzaam zijn, omdat zij de grondslag en zelfs de levensvoorwaarden voor ons bestaan vormen; zij omgeven, doordringen ons, regelen al onze bewegingen, gedachten en handelingen; zelfs als wij menen ongehoorzaam tegenover hen te zijn, doen wij niets anders dan hun almacht openbaren. Ja, wij zijn zonder uitzondering slaven van deze wetten. Maar er is niets vernederends in deze slavernij of liever, het is helemaal geen slavernij. Want de slavernij vooronderstelt een uitwendige meester, een wetgever, die staat buiten hem wie hij beveelt; terwijl deze wetten niet buiten ons staan; zij zijn onafscheidelijk van ons, zij vormen ons wezen, ons gehele bestaan, lichamelijk, geestelijk en zedelijk. Wij leven, ademen, handelen, denken en willen slechts door hen. Buiten hen zijn wij niets, bestaan wij niet.”

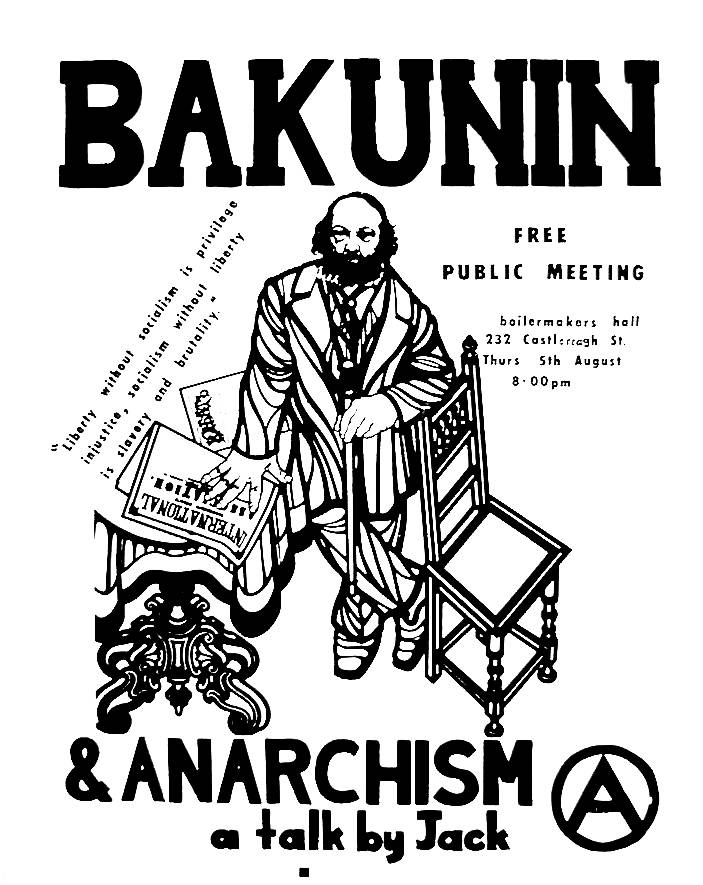
Poster voor een bijeenkomst over Bakoenin in 1975.

Volgens Bakoenin komt de menselijke neiging om anderen te onderdrukken voornamelijk uit haar dierlijke afkomst en de noodzakelijke strijd tegen gevaarlijke natuurlijke omstandigheden. Door gezamenlijke arbeid en kennisoverdracht via de samenleving zal de mens steeds meer zijn instincten ondergeschikt maken aan een steeds rationeler geest. Vrijheid is dus volgens Bakoenin het resultaat van het leven in een samenleving. Het karakter en de denkbeelden van een persoon worden volgens Bakoenin bepaald door de intellectuele en morele atmosfeer waarin hij opgroeit en leeft. De samenleving beïnvloedt de mens op natuurlijke wijze zonder dwang of geweld. De eigenschappen waarmee de mens zich onderscheidt van andere dieren komen volgens Bakoenin voort uit de samenleving. De mens verschilt van andere dieren door zijn vermogen om abstract te denken door middel van taal. Taal is ontstaan als een communicatiemiddel tussen verschillende mensen en is dus per definitie een product van de samenleving.
Volgens Bakoenin kan een mens alleen vrij zijn, als alle mensen om hem heen vrij zijn. Vrij zijn betekent dat een individu als mens wordt behandeld door iedereen om hem heen, dat wil zeggen dat men zijn vrijheid respecteert. Bakoenin schreef: “Ik ben zelf alleen menselijk en vrij voor zover ik de vrijheid en menselijkheid van alle mensen om mij heen erken. (…) Een slavendrijver is geen mens maar een meester. Door de menselijkheid van zijn slaven te verloochenen, verloochent hij de zijne.” Een onderdrukker is niet vrij, omdat zijn ondergeschikten een gevaar vormen voor zijn privileges en leven. De onderdanen zien de heerser niet als een mens en voelen geen medelijden met hem, waardoor ze bereid zijn om geweld tegen hem te gebruiken. Om werkelijk vrij te zijn, moeten de rechten van het individu erkend en bevestigd worden door andere mensen, die dat alleen doen als zij dezelfde vrijheid en rechten hebben. Volgens Bakoenin wordt de vrijheid van iemand niet beperkt door de vrijheid van een ander, maar is juist de gelijke vrijheid van allen de voorwaarde voor de vrijheid van het individu. Volgens Bakoenin kan er geen vrijheid bestaan zonder gelijkheid van rechten. Gelijkheid gecombineerd met vrijheid is niet de opheffing van verschillen tussen mensen, maar is de opheffing van privileges.
Bakoenin is een tegenstander van menselijke onderdrukking, maar aanvaardt het vrijwillig opvolgen van advies en leiderschap dat niet gewelddadig wordt opgelegd. Bakoenin schreef: “Volgt hieruit dat ik alle gezag verwerp? Deze gedachte is verre van mij. Wanneer er sprake is van laarzen, laat ik het op het gezag der schoenmakers aankomen, indien er sprake is van een huis, een kanaal of een spoorweg, raadpleeg ik dat van de bouwkundige of de ingenieur. Voor enige bijzondere wetenschap richt ik mij tot de ene of andere geleerde. Maar ik laat mij noch de schoenmaker, noch de bouwkundige, noch de geleerde zijn gezag opdringen. Ik hoor ze vrij aan met alle eerbied, die hun verstand, hun karakter, hun kennis verdienen, terwijl ik mij altijd mijn onbetwistbaar recht van kritiek en controle voorbehoud. Ik stel mij niet tevreden met één enkele autoriteit op een bepaald gebied te raadplegen, ik raadpleeg er velen. Ik vergelijk hun meningen en kies die welke mij het meest juist voorkomt. Maar ik erken, zelfs in bijzondere vraagstukken, geen onfeilbaar gezag. Bijgevolg heb ik in niemand een onbeperkt vertrouwen, welk een eerbied ik ook voor de menselijkheid en de oprechtheid van een of ander individu mag hebben. Zulk een geloof zou noodlottig zijn voor mijn rede, mijn vrijheid en zelfs voor het welslagen van mijn ondernemingen: het zou me onmiddellijk veranderen in een domme slaaf, een instrument voor de wil en de belangen van anderen.”

### Kritiek op de Staat

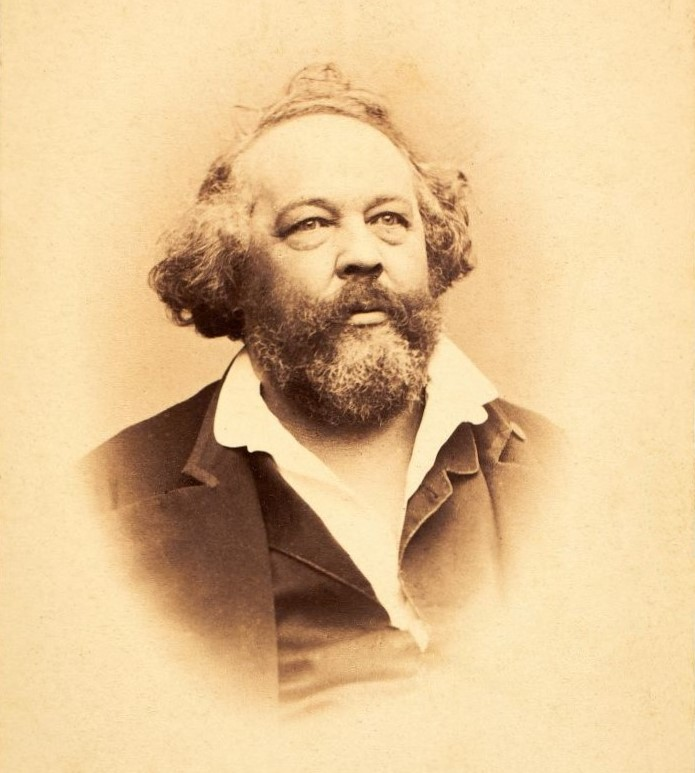
Michail Bakoenin.

Bakoenin was een tegenstander van de Staat, omdat hij de overheid beschouwde als een vorm van onderdrukking. Hij had ook geen vertrouwen in een democratische overheid, omdat ook daar de macht is gecentraliseerd bij een minderheid. Deze minderheid is wel gekozen door de bevolking, maar de minderheid heeft de volmacht om zelf beslissingen te nemen. Bakoenin geeft wel de voorkeur aan een democratische overheid boven een dictatuur. Bakoenin schreef “dat men niet moet denken dat wij de democratische regering willen aanvallen ten voordele van de monarchie. De meest gebrekkige democratische republiek is duizendmaal meer waard dan de meest verlichte monarchie. Het democratische regime betrekt de massa langzaamaan bij het openbare leven.”
Bakoenin bekritiseerde de theorie over het sociaal contract. Volgens deze theorie bestaat de samenleving pas nadat de Staat is opgericht. Dit is volgens Bakoenin onjuist, omdat het bestaan van een samenleving moet voorafgaan aan de ontwikkeling van een taal. Zonder taal zou er geen overleg en afspraken mogelijk zijn en dus ook geen sociaal contract. Volgens Bakoenin leidt het sociaal contract tot onethische gevolgtrekkingen. Het onderscheid tussen goed en kwaad ontstond volgens deze theorie pas bij het ondertekenen van het denkbeeldige verdrag, wat betekent dat ethiek niet geldt voor diegenen die het contract niet hebben ondertekend, dus bij oorlog hoeft er dan geen rekening gehouden te worden met moraal.

### Antikapitalisme
Bakoenin was een tegenstander van het kapitalisme. Het belangrijkste kenmerk van het kapitalisme is volgens Bakoenin dat de meerderheid van de bevolking zijn arbeid verkoopt aan privé-eigenaren van productiemiddelen in ruil voor loon. De overheid beschermt de kapitalistische eigendomsrechten, waardoor een minderheid grote delen van de productiemiddelen bezit. De loonarbeider bezit geen productiemiddelen, zoals grond, grondstoffen, werkplaatsen en machines. Men kan alleen voedsel en andere bestaansmiddelen verkrijgen door arbeid uit te oefenen op productiemiddelen. De arbeider moet zichzelf daarom verkopen aan een particuliere eigenaar van productiemiddelen (kapitalist) voor loon om aan de benodigde bestaansmiddelen te komen. Bij het kapitalisme kunnen de arbeiders kiezen tussen armoede of het werken in loondienst. Loonarbeiders kunnen hun werkgever kiezen, maar ze moeten altijd een werkgever kiezen als ze geen productiemiddelen bezitten. De geproduceerde waarde komt grotendeels in handen van de kapitalist, terwijl de arbeider slechts een klein gedeelte van de door hem geproduceerde waarde ontvangt. Voor loon moeten de arbeiders alle bevelen opvolgen. Bakoenin beschreef de hiërarchische structuur van een kapitalistisch bedrijf als volgt:
“En zodra het contract is besproken, zal het slavendom van de arbeiders extra worden verhoogd, of om het beter te stellen, alvorens het contract is besproken, gedreven door honger, heeft hij slechts het potentieel van een slaaf; nadat het wordt besproken wordt hij in feite een slaaf. Welke koopwaar heeft hij namelijk aan zijn werkgever verkocht? Het is zijn arbeid, zijn persoonlijke diensten, de productieve krachten van zijn lichaam, zijn verstand, en de geest die onafscheidelijk van zijn persoon is — het is daarom zijn totale persoon. Vanaf dan zal de werkgever over hem waken, of direct of door middel van opzichters. Elke dag tijdens arbeidstijd en in de gecontroleerde omstandigheden. De werkgever zal de eigenaar van zijn acties en bewegingen zijn. Wanneer hem wordt verteld: “Doe dit” dan wordt de arbeider verplicht om het te doen; of als tegen hem wordt gezegd: “Ga daar heen”, dan zal hij gaan. Is dit niet wat tegen een slaaf wordt geroepen?”

### Kritiek op religie

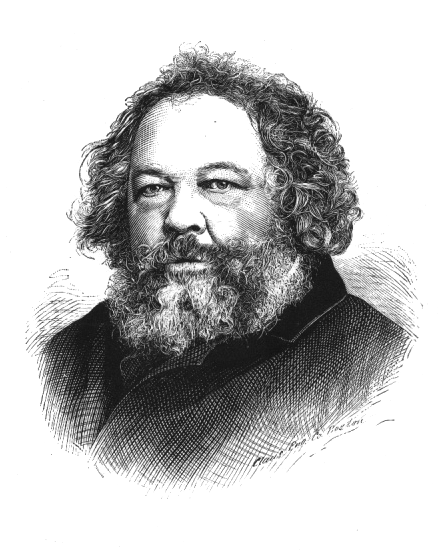
Houtgravure van Bakoenin.

Volgens Bakoenin is religie ontstaan door het menselijke vermogen om abstract te denken en te fantaseren. Bakoenin vergeleek mensen die denken dat ze met een god communiceren met kinderen en krankzinnige mensen die geloven dat hun fantasiebedenksels werkelijk bestaan. Volgens Bakoenin wordt religie in stand gehouden door indoctrinatie en conformisme, maar ook dankzij ontevredenheid over de werkelijke wereld met zijn beperkingen en problemen. Religie verzoent de gelovige met onderdrukking, onrechtvaardigheid en armoede in de wereld door het volmaakte geluk in een fictieve hemel te beloven. Hierdoor wordt het leven ondergeschikt gemaakt aan het streven van de gelovige naar een fictief hiernamaals. Heersers gebruiken religie volgens Bakoenin om hun belangen te beschermen door de berusting van gelovigen in de wereldse onrechtvaardigheden en door de autoriteit die de heersers krijgen van de priesters, profeten en openbaringen. De gehoorzaamheid aan goddelijke openbaringen wordt als goed beschouwd, omdat God wordt gezien als het alwetende, almachtige en algoede wezen. Gelovigen zijn vaak gehoorzaam aan Gods tussenpersonen in de vorm van priesters en de door hun gesteunde regeringen, want de gelovige denkt dat diens bevelen van de almachtige en alwetende God afkomen. Ongehoorzame mensen worden bedreigd met straf in het hiernamaals. Een alternatief voor het religieuze machtsmonopolie is de erkenning dat alle mensen in gelijke mate bezield zijn door God, maar dat zou betekenen dat de verschillende tegenstrijdige leerstellingen ontspringen aan een onfeilbare God, wat volgens de logica onmogelijk is. Volgens Bakoenin is religie hierdoor noodzakelijkerwijs autoritair.

### Collectief-anarchisme
De visie van Bakoenin over een anarchistische samenleving staat bekend als het collectief-anarchisme. Bij het collectief-anarchisme zijn de grond en grondstoffen het collectieve eigendom van iedereen. Iedereen mag beschikken over de voortbrengselen van zijn arbeid, zolang hij niemand in loondienst heeft. Mensen die samenwerken met dezelfde productiemiddelen vormen gezamenlijk een productieve associatie en zij mogen zelf bepalen hoe de opbrengst onder elkaar verdeeld wordt. De inwoners van buurten, wijken en dorpen besturen hun gemeenschap (commune) via democratische ledenvergaderingen. De commune zou consumptiemiddelen uitdelen aan mensen die gehandicapt, ziek of gepensioneerd zijn. De arbeidsassociaties kunnen lid worden van een federatie per bedrijfstak. De communes kunnen gaan samenwerken in regionale federaties. Iedere individu, associatie en commune is autonoom en heeft het recht op het verlaten van iedere samenwerkingsverband. Alle afgevaardigden, functionarissen en woordvoerders worden democratisch gekozen en kunnen op iedere moment afgezet worden door de leden.

### Tactiek

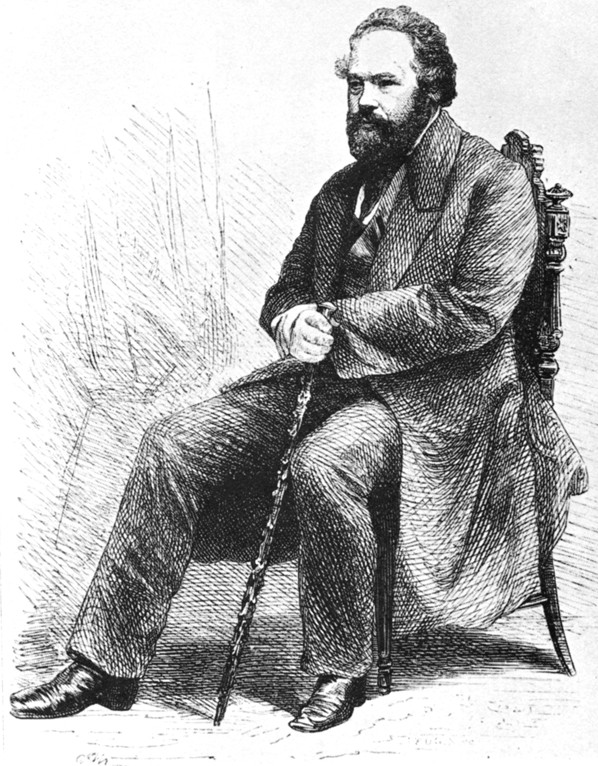
Houtgravure van Michail Bakoenin circa 1868.

Bakoenin dacht dat een revolutie nodig was om een anarchistische samenleving te verwezenlijken. Een revolutie is volgens hem niet opwekbaar door een klein aantal individuen, maar ontstaat uit een samenloop van omstandigheden. Revoluties zijn volgens Bakoenin in sommige tijden onmogelijk en in andere perioden onvermijdelijk. Armoede of onderdrukking zorgen niet voor een revolutie, maar het is de wanhoop die eruit kan voortkomen. Wanhoop is het gevoel dat het niet langer meer op de huidige manier door kan, omdat er geen hoop is op verbetering onder de huidige machthebbers. Hierdoor heeft men het gevoel dat men niks meer te verliezen heeft en dat het verwijderen van het bestaande systeem kan leiden tot een verbetering. Voor het uitbreken van een revolutie moet de bevolking daarnaast ook het gevoel hebben dat een bepaald recht hen ontnomen wordt. Volgens Bakoenin zijn de industriële arbeiders, landarbeiders, kleine boeren en het lompenproletariaat het meest geneigd tot opstand.
Volgens Bakoenin moet er een geheime organisatie van anarchisten bestaan om de revolutie een anarchistisch karakter te geven. Deze organisatie zou enkele honderden leden moeten hebben in Europa. De leden van de geheime organisatie steunen in rustige perioden het opzetten van vakbonden, coöperaties en boerenorganisaties. Tijdens de spontane revolutie zouden er anarchistische propagandisten naar de opstandige gebieden gestuurd worden om de bevolking te stimuleren tot het oprichten van lokale organisaties volgens anarchistische principes. Het genootschap organiseert een federale vergadering van de democratisch gekozen afgevaardigden van alle opstandige gemeenschappen. De revolutie moet geleid worden door de autonome arbeidsassociaties en communes. Het geheime genootschap mag geen enkele officiële gezag krijgen toebedeeld, want dat zou ze in een overheersende rol brengen. Ze moeten geen macht of privileges krijgen, maar zich ondergeschikt maken aan de lokale gemeenschappen. Bakoenin beschreef de rol van de geheime organisatie als volgt:
“Deze associatie gaat van de overtuiging uit dat revoluties nooit door individuen gemaakt worden, noch zelfs door geheime genootschappen. Zij ontstaan als vanzelf, voortgebracht door de dwang der omstandigheden, door het verloop van de gebeurtenissen en feiten. Zij worden lang voorbereid in de diepte van het instinctief bewustzijn der volksmassa’s — dan barsten zij los, dikwijls schijnbaar door onbeduidende oorzaken ontketend. Al wat een goed georganiseerd genootschap kan doen is in de eerste plaats behulpzaam zijn bij de geboorte van een revolutie door onder de massa’s de ideeën te verspreiden die aan haar instincten beantwoorden, en niet door het organiseren van het leger van de revolutie — het leger moet altijd het volk zijn — maar van een soort revolutionaire staf, samengesteld uit toegewijde, energieke, intelligente personen, vooral oprechte en geen eerzuchtige of ijdele vrienden van het volk; een staf, die in staat is als bemiddelaar dienst te doen tussen de revolutionaire idee en de volksinstincten.”
De tactiektheorie van Bakoenin is bekritiseerd door verschillende anarchisten, omdat zij het te autoritair vonden.

### Kritiek op het marxisme

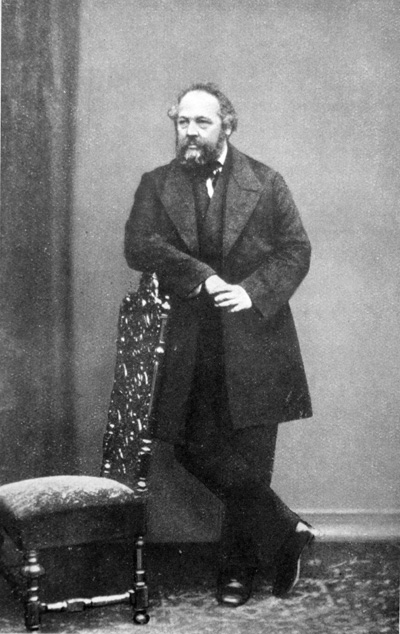
Michail Bakoenin.

De strijd tussen Bakoenin en Marx binnen de Internationale wordt verklaard uit een combinatie van politieke en persoonlijke factoren. Op persoonlijk vlak moet worden opgemerkt dat Bakoenin er zowel anti-Duitse als antisemitische denkbeelden op na hield, terwijl Marx aanvankelijk juist anti-Slavische vooroordelen koesterde. Het meningsverschil tussen beide mannen ontaardde dan ook in persoonlijke aanvallen.
Op politiek vlak verschilden Bakoenin en Marx van mening over de te voeren strategie. De theoreticus Marx hing zijn revolutionaire strategie op aan zijn economische theorie, die voorspelde dat een grootschalige economische crisis het juiste moment zou zijn om toe te slaan, maar dat een antikapitalistische revolutie pas zou slagen als de klasse van fabrieksarbeiders voldoende gegroeid en georganiseerd zou zijn. Daarnaast wilde Marx de strijd tegen het kapitaal in alle openheid voeren, zowel parlementair als buitenparlementair, en verwierp hij Bakoenins tactiek van geheime samenzweringen.
Bakoenin deelde de mening van Marx dat de strijd tussen de heersende klassen en de werkende klassen maatgevend was. Bakoenin bekritiseerde de geschiedenisopvatting van Marx, want volgens Bakoenin negeerde Marx belangrijke factoren in de menselijke geschiedenis, zoals de verschillen tussen temperament, mentaliteit, cultuur en karaktereigenschappen van verschillende volkeren. Deze factoren veroorzaken dat landen met ongeveer dezelfde klassenstructuur een totaal verschillende dynamiek bezitten. Daarnaast vond Bakoenin dat Marx te veel nadruk legde op het stedelijke proletariaat, terwijl Marx de boeren en landarbeiders op het platteland negatief bejegende. Terwijl Marx een voorstander was van een revolutie door het proletariaat, was Bakoenin een voorstander van een revolutie door het proletariaat, de kleine boeren en het lompenproletariaat.
De belangrijkste kritiek van Bakoenin op Marx gaat over de mening van Marx over de Staat. Volgens Bakoenin is het idee van Marx om de Staat te veroveren en alle economische macht te centraliseren gevaarlijk. Bakoenin is tegen iedere vorm van (revolutionaire) overheden, omdat daarmee de macht gecentraliseerd wordt bij een kleine minderheid. De marxistische dictatuur van het proletariaat zou de eigenaar, organisator en distributeur van alles zijn en daardoor zal de overheid automatisch in een autoritaire manier regeren. Bakoenin waarschuwde dat het plan van Marx zou leiden tot een “rode bureaucratie”. Volgens Bakoenin corrumpeert macht altijd. Bakoenin schreef: “Men neme de meest radicale revolutionair en plaatse hem op de troon van alle Ruslanden of verleen hem een dictatoriale macht en binnen een jaar zal hij erger dan de Tsaar zelf geworden zijn!” Bakoenins moderne volgelingen zien hierin een juiste voorspelling van de misdaden van de Sovjet-Unie en andere landen die zich beroepen op het marxisme.

### Verhouding tot het terrorisme
Zijn oproepen tot revolutionair geweld maken Bakoenin tot op de dag van vandaag een controversiële figuur. Hij wordt wel aangemerkt als voorloper van het moderne terrorisme of ten minste van het anarchistisch terrorisme en nihilisme van de late negentiende eeuw; al tijdens Bakoenins leven, in 1866, had een zelfverklaard bakoeninist een moordaanslag op tsaar Alexander II gepleegd. De schrijver Pankaj Mishra trekt anno 2017 een lijn van Bakoenins vroege idee van geweld als scheppende drift naar de huidige tijd, waarin Marx' klassenstrijd volgens Mishra een kleinere rol speelt dan Bakoenins spontane woede.

## Selecte bibliografie

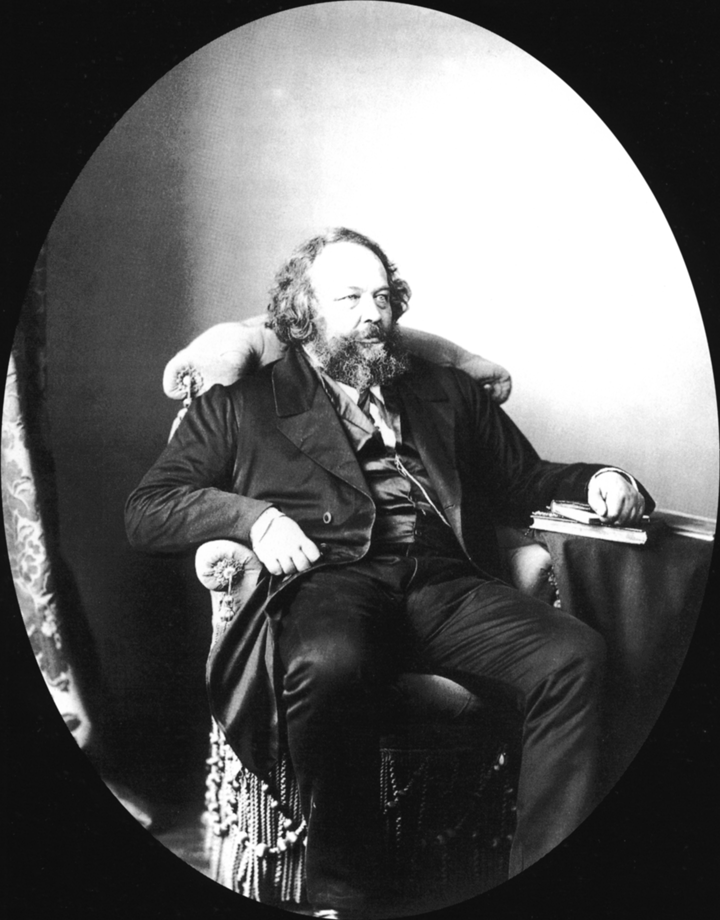
Bakoenin in 1863.

Geschriften met een * zijn postuum gepubliceerd, waarbij de jaartallen aangeven wanneer Bakoenin aan het betreffende geschrift heeft gewerkt.
- Biecht (1851) *
- Federalism, Socialism, Anti-Theologism (1867) *
- Brief aan een Fransman (1870)
- God en de Staat (circa 1871) *
- Man, Society, and Freedom (1871) *
- Statism and Anarchy (1873)

Verzamelde Werken
- Marxism, Freedom and the State; samengesteld door K. J. Kenafick (1950).
- Over anarchisme, staat en dictatuur; samengesteld door Arthur Lehning (1970).
- Bakunin on Anarchy; samengesteld door Sam Dolgoff (1971).
- Michael Bakunin: Selected Writings; samengesteld door Arthur Lehning (1973).

## Trivia
Het lied "Le Lac Majeur" van de Amerikaans/Franse zanger en componist Mort Shuman uit 1973 is deels geïnspireerd op de periode in 1874 waarin Bakoenin een poging deed om via Locarno (stad) aan het Lago Maggiore (Le lac Majeur in het Frans) te vluchten. De openingszin Il neige sur le lac Majeur verwijst niet naar sneeuw (neige), maar naar een groot vuurwerk dat Bakoenin in 1874 zou hebben laten ontsteken.